# Лаліш
Лаліш, Лалеш, Лалиш (курд. Laliş) — храм в Іракському Курдистані за 60 км на північний захід від міста Мосул; святиня і місце паломництва єзидів.
У дохристиянський період — храм Сонця. За легендою, що існує серед єзидів, після арабського завоювання туди вселилися несторіанські ченці, під заступництвом мусульманів. У XII столітті єзиди повернули храм за допомогою реформатора єзидизму Шейха Аді, який жив тут; в 1162 році помер, і був тут же похований.
У Лаліші знаходяться два священних джерела:
- Кан'я Земзем в печері Земзем — згідно з переказом, Шейх Аді створив його для Багдадських шейхів
- Кан'я Спі (Біле Джерело) — згідно з єзидською космогонією, світ був суцільним океаном, і ангели на чолі з Малак Тавусом спустилися на те місце, де зараз знаходиться це джерело. Вони опустили у воду закваску і створили твердь, на знак чого на цьому місці з'явилося джерело, яке є святим. Цією водою єзиди освячують своїх дітей.

6 жовтня починається тиждень паломництва єзидів — Джамала. Кожен єзид, у міру можливості, збирається в дорогу, щоб поклонитися святим місцям і бути освяченим у водах Кан'я Спі. Хто відвідує Лаліш і здійснює паломництво, тому дарують Барат (букв. «грамота, подарунок» — кульки, зроблені черницями (Факро) з мулу цього джерела) в знак освячення.
На сьогоднішній день Лаліш — єдиний храм у єзидів усього світу. Втім, езидізм не забороняє будівництво нових культових будівель. Зокрема, план зведення такого будинку озвучила зареєстрована в серпні 2009 року Ярославська релігійна організація «Езидство».